# Municipio de Kalamo
El municipio de Kalamo (en inglés, Kalamo Township) es un municipio del condado de Eaton, Míchigan, Estados Unidos. Tiene una población estimada, a mediados de 2021, de 1771 habitantes.

## Geografía
Está ubicado en las coordenadas 42°33′24″N 85°1′18″O / 42.55667, -85.02167. Según la Oficina del Censo de los Estados Unidos, tiene una superficie total de 95.2 km², de la cual 94.8 km² corresponden a tierra firme y 0.4 km² están cubiertos por agua.

## Demografía
Según el censo de 2020, en ese momento había 1765 personas residiendo en la zona. La densidad de población era de 18.6 hab./km². El 93.5 % de los habitantes eran blancos, el 0.5 % eran afroamericanos, el 0.2 % eran amerindios, el 0.5 % eran asiáticos, el 1.6 % eran de otras razas y el 3.7 % eran de una mezcla de razas. Del total de la población el 2.4 % eran hispanos o latinos de cualquier raza.